# Isola di Linosa
Linosa (Linusa in siciliano) è un'isola dell'Italia appartenente all'arcipelago delle isole Pelagie, in Sicilia.
Ha una superficie di 5,43 km² e dista 42 km a NE da Lampedusa, assieme alla quale costituisce il comune di Lampedusa e Linosa che conta 6 341 abitanti nel libero consorzio comunale di Agrigento.
L'isola è citata dal greco Strabone e poi da Plinio il Vecchio nella Naturalis Historia come Aethusa (Αἰθοῦσσα) e Algusa (Ἀλγοῦσσα) in greco. Il nome Lenusa appare nel XVI secolo ad opera del domenicano Tommaso Fazello. Il nome Linosa invece nasce nel 1845 usato dal cavaliere Bernardo Maria Sanvinsente.

## Geografia

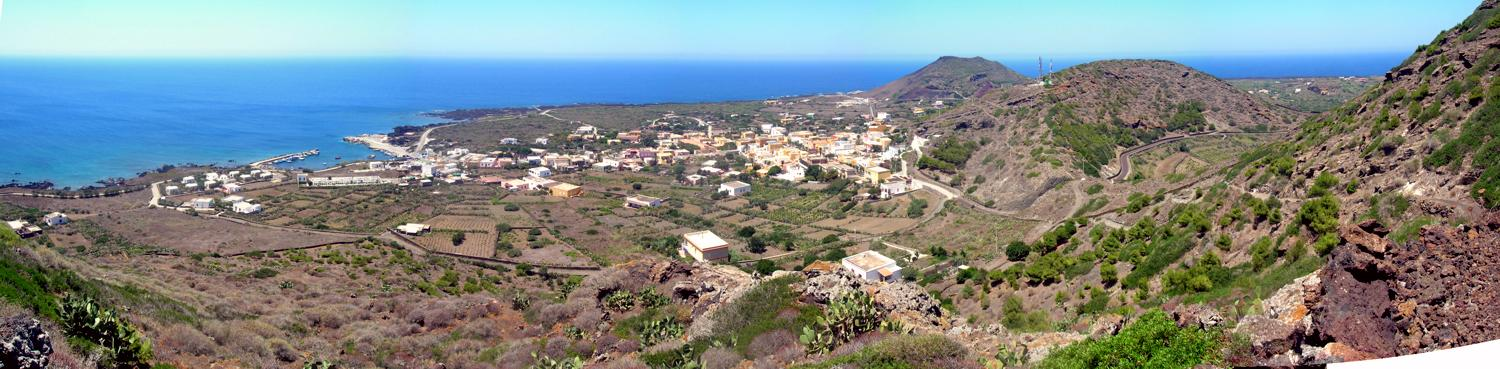
Panoramica dell'isola

Linosa ha un'estensione di 5,4 km² ed è situata al centro del mar Mediterraneo a 160 km a sud della Sicilia e 160 km a est della Tunisia.
Ha una forma pressoché circolare con uno sviluppo costiero di 11 km. A differenza di Lampedusa e Lampione, che fanno parte della placca continentale africana e derivano da una frattura del continente stesso, Linosa non solo non è parte di tale placca tettonica ma è anche di origine vulcanica e il suo edificio si erge a partire da millecinquecento metri di profondità: infatti, al contrario di Lampedusa e Lampione, i fondali di Linosa sprofondano rapidamente.

### Geologia
Le sue origini sono relativamente recenti: secondo studi geologici Linosa dovette emergere durante il Quaternario antico e deve la sua origine alle eruzioni avvenute lungo la linea di frattura che corre tra la costa est della Sicilia e il litorale di Tunisi.
La sua attività eruttiva risale al Pleistocene, ipotesi avvalorata dall'età dei fossili presenti nei tufi stratificati della parte est del monte di Ponente.
Il medesimo asse vulcanico ha dato origine, grazie a un vulcanismo fondamentalmente alcalino, all'isola di Pantelleria, la cui porzione emersa rappresenta la culminazione di strutture sottostanti molto più imponenti.
Nella storia vulcanica dell'isola è possibile riconoscere quattro fasi di attività e tre paleosuoli testimoniati da fossili di radici, stipiti e foglie di palme nane.
I crateri vulcanici sono tuttora ben evidenti: al centro dell'isola, basso e ampio (600 metri di diametro), si estende il cratere principale, la Fossa del Cappellano, fittamente coltivato. A coronarlo altri tre coni: monte Vulcano (195 m), monte Rosso (186 m), monte Nero (107 m), ed un piccolo Craterino di 50 m alle pendici di quest'ultimo.

## Storia

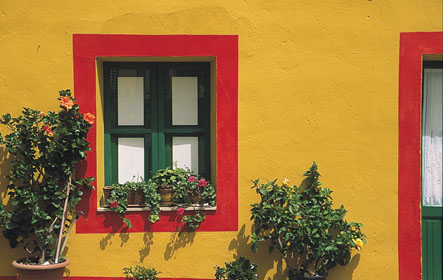
Le tipiche abitazioni dell'isola

Nell'antichità essa fu rifugio per coloro che solcavano il Mare nostrum: è certo che i Romani la utilizzarono durante le guerre puniche come base, e le loro vestigia rimangono nelle 150 cisterne costruite per raccogliere l'acqua piovana; inoltre, i fondali del mare circostante sono pieni del contenuto di navi dell'epoca, che nel corso dei secoli vi hanno fatto naufragio. Alle dominazioni cartaginese e romana, susseguirono quella arabo-saracena, quella normanna e quindi quella angioina e poi aragonese. Dopo quest'ultimo periodo storico, l'isola rimase disabitata e servì come porto di fortuna della pirateria mediterranea.
Nel 1555 una parte della flotta di Carlo V di ritorno dalla vittoria di Tunisia contro i turchi, fu sorpresa da una forte tempesta e alcune navi naufragarono sugli scogli di Linosa.
In quegli anni l'isola apparteneva alla casata Nardoni concessa loro dal Re di Spagna.
Successivamente nel 1630 venne concesso alla famiglia dei Tomasi il titolo di principi di Lampedusa e dunque il dominio su Linosa. Nel 1776 uno dei principi Tomasi consigliò al re di Napoli di vendere le isole agli inglesi, che si mostravano molto interessati al loro valore strategico, ma il re non lo concesse e le comprò lui stesso dal principe.
Nel 1843 Ferdinando II di Borbone, re delle Due Sicilie, diede incarico al cavaliere Bernardo Maria Sanvinsente, capitano di fregata, di colonizzare le isole. Ciò avvenne il 22 settembre 1843 a Lampedusa. Per Linosa si attenderà il 25 aprile 1845, quando un primo nucleo di trenta persone, composto da alcune famiglie di abili artigiani provenienti da Ustica, Agrigento e Pantelleria (tra cui un deputato sindaco, un prete e un medico), sbarcarono sull'isola. I coloni erano stati reclutati con bando pubblico e avrebbero beneficiato di una paga di tre tarì al giorno e dell'uso gratuito di 80 salme di terra linosana (140 ettari circa).
Poche furono le attenzioni dedicate all'isola dal successivo Regno d'Italia e solo con gli inizi degli anni sessanta del XX secolo Linosa cominciò a cambiare volto: arrivarono le prime innovazioni tecniche accompagnate da uno sviluppo turistico. La SIP installò nel 1963 la prima centrale telefonica, nel 1967 entrò in funzione una centrale elettrica gestita dalla SELIS, nel 1968 venne inaugurato il nuovo edificio dell'asilo infantile, dedicato a Pietro Taviani, nonché quello della scuola elementare e media. Nel 1983 la costruzione del dissalatore assicurò un continuo rifornimento di acqua potabile. Nel 1976 approdò sull'isola anche la RAI, che installò un ripetitore per il primo e il secondo canale; quattro anni dopo arrivarono anche le reti Mediaset. In seguito vennero costruiti i moli di attracco a Scalo Vecchio, Pozzolana di Ponente e Mannarazza. Solo nel 1985 la nave traghetto Paolo Veronese poté attraccare alla banchina di Scalo Vecchio.
L'isola ha acquisito negli anni una vivibilità più che decorosa, nonostante molti servizi siano ancora da migliorare.

## Ambiente
Linosa fa parte della riserva naturale Isola di Linosa e Lampione, gestita dal Dipartimento dello Sviluppo rurale (che ha assorbito l'Azienda foreste) della Regione Siciliana, e insieme ai tratti costieri di Lampedusa e Lampione, dell'Area marina protetta Isole Pelagie, istituita nel 2002.

### Flora

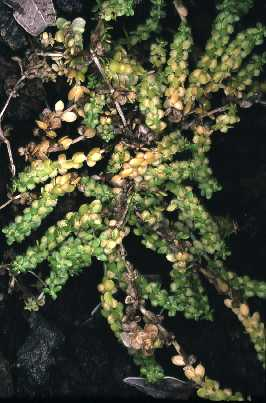
Erba croce di Linosa Valantia calva

L'isola di Linosa mostra una flora piuttosto differenziata rispetto alle altre isole del Canale di Sicilia.
Oltre alle specie tipiche della macchia mediterranea (Pistacia lentiscus, Euphorbia dendroides, Capparis spinosa, Thymus capitatus), Linosa può vantare numerosi endemismi esclusivi dell'isola quali Valantia calva, Limonium algusae, Erodium neuradiflorum var. linosae, Valantia muralis var. intricata, Galium murale var. calvescens cui si aggiungono endemismi condivisi con altre isole vicine quali Linaria pseudolaxiflora (presente, oltreché Linosa, anche a Malta), Oglifa lojaconoi (presente anche a Pantelleria), e la Plantago afra ssp. zwierleinii (reperibile a Linosa, Pantelleria, Lampedusa e Malta).

### Fauna

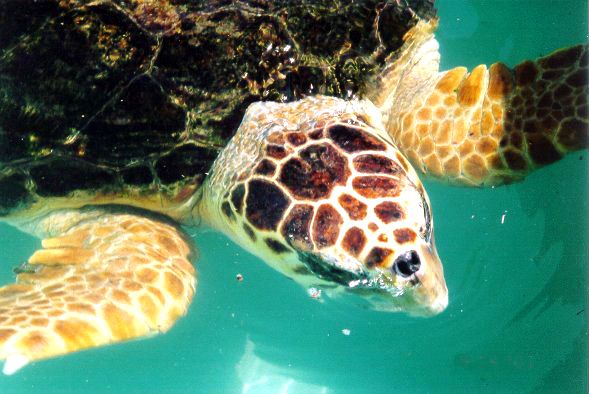
Caretta caretta

La fauna linosana è molto variegata e esistono alcune specie che si possono trovare solo in questo luogo. La spiaggia della Pozzolana di Linosa è uno degli ultimi siti italiani di nidificazione della tartaruga Caretta caretta, nonché Sito di Importanza Comunitaria (SIC) per l'UE. L'isola ospita la più grande colonia di berta maggiore (Calonectris diomedea) d'Europa e la più grande in Italia, con 10.000 coppie nidificanti stimate. La berta maggiore è un uccello procellariforme che vive gran parte dell'anno in mare aperto e usa la terraferma solo nel periodo di riproduzione. Tra i rettili presenti sull'isola meritano una menzione l'endemica lucertola linosana Podarcis filfolensis laurentimulleri e una particolare sottospecie di scinco, il Chalcides ocellatus linosae. Per la sua posizione isolata ma centrale nel Mar Mediterraneo e tra l'Europa e l'Africa, l'isola costituisce punto di riposo per numerose specie migratrici di uccelli che seguono la rotta lungo la penisola italica, oltre ad ospitare occasionalmente specie africane di diversi gruppi animali, come uccelli e libellule. 

## Economia
L'economia linosana è basata su agricoltura, pesca e turismo.
L'agricoltura, grazie al fertile terreno di natura lavica, è stata praticata sin dai tempi dei primi coloni.
È praticata la coltivazione dei capperi e delle tipiche lenticchie (molto piccole rispetto alle continentali), della vite e di altri legumi. Molto ampia è la produzione di fichi (Ficus carica) e ficodindia (Opuntia ficus-indica). Tuttavia quasi ogni produzione agricola è destinata esclusivamente al consumo interno.
L'allevamento di bovini sia da carne che da latte è stato a lungo praticato; inoltre venivano allevati conigli, galline, capre e asinelli dediti al trasporto umano e edile. L'allevamento durò fino alla fine degli anni ottanta quando le norme CEE impedirono agli allevatori di continuare tale mestiere a causa di un mattatoio non idoneo.
La pesca è stata sempre limitata a causa della mancanza di un  porto adeguato ad imbarcazioni sempre più sofisticate. Il turismo, sostenuto da un natura in gran parte incontaminata, è, di conseguenza, la maggiore fonte di "entrate" per i residenti. L'accoglienza è limitata da un numero molto limitato di strutture alberghiere, ma esistono appartamenti o bungalows da affittare. Nella stagione turistica aprono anche alcuni bar, ristoranti e pizzerie. L'isola è un polo di attrazione per gli appassionati di immersioni subacquee, che possono contare su tre diving club. Alcune associazioni ambientaliste promuovono ogni anno campi-natura e il centro recupero tartarughe marine cura il monitoraggio dell'ovideposizione delle tartarughe marine a Cala Pozzolana di Ponente. Inoltre, data la posizione strategica per gli uccelli nidificanti in tutto il nord Europa e svernanti in Africa, l'isola ospita un cospicuo numero di persone appassionate al birwatching durante sia la migrazione pre riproduttiva, in Primavera, e post riproduttiva, in Autunno .
Ulteriori risorse economiche sono rappresentate da una limitata rete di piccoli esercizi commerciali ed artigianali, nonché dalla pubblica amministrazione (amministrazione delegazione comunale, centrale elettrica, dissalatore).

### Trasporti
Attualmente Linosa dispone di tre moli di attracco per le navi, realizzati per far sì che almeno uno sia sempre agibile in caso di forte vento. L'isola è collegata giornalmente a Lampedusa e Porto Empedocle da due navi traghetto e da aliscafi. Tuttavia le condizioni climatiche influenzano i collegamenti, che durante la stagione invernale sono spesso irregolari.
In caso di necessità l'isola dispone di un eliporto.
L'aeroporto di Lampedusa è sicuramente l'infrastruttura più importante per il turismo e la mobilità dei linosani, e dei turisti.

### Istruzione
Sull'isola sono presenti la scuola dell'infanzia, quella primaria e quella secondaria di primo grado.

## Amministrazione
Linosa fa parte del comune di Lampedusa e Linosa. Il sindaco e il resto dell'amministrazione risiedono sull'isola di Lampedusa. A Linosa l'amministrazione comunale è rappresentata da un delegato sindaco.
Sull'isola è inoltre presente una stazione dei Carabinieri, dipendente dal Comando Compagnia di Agrigento.